# Stoke Holy Cross
Stoke Holy Cross è un villaggio e parrocchia civile dell'Inghilterra, appartenente alla contea del Norfolk.